# Kristianna Winther Poulsen
Kristianna Winther Poulsen (ur. 14 czerwca 1969) – farerska pisarka, urzędniczka i polityk. Poseł na Løgting.

## Życie prywatne
Ukończyła studia na stopniu cand.mag. (odpowiednik Master of Arts) na Uniwersytecie w Roskilde oraz cand.scient. (Master of Science) na Uniwersytecie im. Roberta Gordona w Aberdeen. Studiowała też w Anglii i Francji, a później zamieszkała w Tórshavn. Od 2005 roku pisarka, później urzędniczka w Ministerstwie Opieki Społecznej, przewodnicząca Rady Badań Naukowych (Granskingarráðið)]. Naucza francuskiego w szkole. W latach 2008–2012 była prezesem Færøernes ligestillingsudvalg.

## Kariera polityczna
Pierwszy raz Winther Poulsen wystartowała w wyborach do parlamentu w roku 2011 z list Sjálvstýrisflokkurin. Uzyskała wówczas 200 głosów i nie weszła do Løgting. Zmieniło się to 1 stycznia 2013, kiedy Jógvan Skorheim objął urząd burmistrza Klaksvík i zrezygnował ze swojego mandatu, co dało możliwość wejścia do parlamentu trzeciej kandydatce - Kristianna Winther Poulsen.
7 marca 2015 roku opuściła szeregi Sjálvstýrisflokkurin. Dwa dni później przyłączyła się do Javnaðarflokkurin i ujawniła powody tej zmiany, którymi miało być nie zgadzanie się z poglądami prezesa dawnej partii - Káriego P. Højgaarda. Wystartoawła z list partii w wyborach w roku 2015 i zdobyła 157 głosów, co nie dało jej miejsca w parlamencie. Dostała się do niego 15 września, kiedy zastąpiła Rigmor Dam, która została Ministrem Kultury.